# Silk (comics)
Cindy Moon est un personnage de fiction apparaissant dans l'univers Marvel Comics. C'est une super-héroïne qui officie sous le pseudonyme de Silk. Elle est créée par le scénariste Dan Slott et le dessinateur Humberto Ramos. Sa première apparition en tant que Cindy Moon a lieu dans Amazing Spider-Man vol. 3 no 1, et il faut attendre le no 4 pour la voir sous les traits de Silk.
Le terme « silk » signifie soie en français et fait référence à la soie d'araignée.  silk est l'amoureuse de spider man

## Historique de la publication
Silk apparait pour la première fois dans la série Amazing Spider-Man vol. 3 et est introduite en prélude de l'évènement Spider-Verse de Dan Slott et d'Humberto Ramos. Depuis sa création le personnage a eu le droit à quatre séries principales.

### Silk(1resérie) (2015)
Cette première série est écrite par Robbie Thompson et contient 7 numéros. La publication était mensuelle, celle-ci a commencé en avril 2015 et s'est achevée en novembre 2015. Le lettreur de la série est Travis Lanham et le coloriste Ian Herring.
La série débute après l'évènement Spider-Verse, et se termine au début de Secret Wars,.

#### Dessinateurs/encreurs de la série[1]
- Stacey Lee, nos  1-3, 5-6,
- Annapaola Martello, no 4,
- Tana Ford, no 7.

### Silk(2esérie) (2016-2017)
La série est la suite immédiate de la précédente, et est toujours écrite par Robbie Thompson. La série contient 19 numéros et avait une publication mensuelle. Le premier numéro a été publié en janvier 2016 et le dernier en juin 2017. Travis Lanham et Ian Herring sont toujours dans l'équipe artistique.
La série prend place immédiatement après Secret Wars et s'inscrit dans l'évènement éditorial All-New, All-Different Marvel pour les 12 premiers numéros et dans Marvel Now! 2.0 pour les derniers.

#### Dessinateurs/encreurs de la série[6]
- Stacey Lee, nos  1, 9,
- Tana Ford, nos 2-3, 6-8, 10-13, 18-19,
- Veronica Fish, nos 4-5,
- Irene Strychalski, nos 14-17.

### Silk(3esérie) (2021)
La troisième série Silk est publiée mensuellement en 5 numéros entre mai et octobre 2021. L'équipe artistique se compose de Maurene Goo à l'écriture, Takeshi Miyazawa au dessin et à l'encrage, Ian Herring à la couleur et Ariana Mehrer au lettrage.

### Silk(4esérie) (2022)
La quatrième série est écrite par Emily Kim et est toujours dessinée Takeshi Miyazama. Avec une publication mensuelle, ses 5 numéros ont été publiés entre mars et juillet 2022. Ian Herring et Ariana Mehrer sont à nouveau présents dans l'équipe artistique.

## Biographie du personnage

### Origine
Cindy Moon est une américaine ayant des origines coréennes. Elle étudie dans le même lycée que Peter Parker. Cindy se fait mordre par l'araignée radioactive ayant conféré les pouvoirs de Spider-Man à Peter juste après celui-ci. Dès lors elle va développer des pouvoirs similaires à ceux de Peter. Elle est par la suite tutorée par Ezekiel Sims (en) afin de lui permettre de maitriser ses pouvoirs. Ce dernier conscient de la menace des Héritiers (comics) (en) (menés par Morlun) pour la vie des araignées-totems (personnages du multivers possédant les pouvoirs de Spider-Man) enferme Cindy dans un bunker d'où Morlun ne peut la détecter.

### Spider-Verse
Finalement dans l'évènement Original Sin, Spider-Man prend conscience de l'existence de Cindy et la libère entrainant ainsi une chasse multiverselle aux araignées. Cette chasse est racontée lors de l'évènement Spider-Verse (en). Silk y tient un rôle important puisqu'elle est « l'épouse », un des trois totems nécessaires au rituel permettant de tuer toutes les araignées . Elle est attrapée par les Héritiers, mais finalement sauvée par les Spiders.

### A la recherche de son frère
Cindy Moon est embauché par J. Jonah Jameson à Fact Channel News, et vit en parallèle dans son ancien bunker. Elle commence une carrière de super-héroïne en affrontant plusieurs fois la Chatte Noire. Elle retrouve la trace de son frère grâce à Jameson, juste avant que les univers ne fusionnent (correspondant aux évènements de Secret Wars).
Elle se retrouve par la suite au cœur d'un conflit entre la Goblin Nation de Phil Ulrich (Goblin King) et le gang de la Chatte Noire. Elle finit par s'associer à cette dernière car c'est le Goblin King qui avait capturé son frère.

## Adaptation dans d'autres médias
Cindy Moon fait une brève apparition dans une scène post-générique du jeu vidéo Marvel's Spider-Man 2, laissant supposer une implication de Silk dans un éventuel troisième épisode de la série.